# Estación de Douai
La estación de Douai es una estación ferroviaria francesa, de la línea férrea París-Lille, situada en la comuna de Douai, en el departamento de Norte. Por ella transitan un gran número de trenes de alta velocidad y regionales.

## Situación ferroviaria
La estación se encuentra en el punto kilométrico 217,434 de la línea férrea París-Lille. Además, forma parte de las siguientes líneas férreas:
- Línea férrea Douai - Blanc-Misseron. Línea corta que une Douai con la ciudad de Valenciennes.
- Línea férrea Saint-Just-en-Chaussée - Douai. Línea menor de vía única desmantelada en su mayor parte.

## Historia
Fue inaugurada en 1846 por parte de la Compañía de ferrocarriles del Norte quien construyó una estación monumental de grandes dimensiones que fue remodelada en varias ocasiones, la última en 1994.

## La estación
La estación posee cinco andenes, cuatro de ellos centrales y nueve vías principales. Un paso subterráneo permite acceder a cada una de ellas. Dispone de atención comercial todos los días de la semana y un amplio aparcamiento habilitado tanto para coches como para bicicletas.

## Servicios ferroviarios

### Alta velocidad
Por la estación circulan un gran número de trenes TGV.
- Línea Valenciennes - París.
- Línea Lille - Nantes / Burdeos.
- Línea Lille - Montpellier / Perpiñán.
- Línea Lille - Niza / Marsella.
- Línea Lille - Estrasburgo.

### Regionales
Los siguientes trenes regionales transitan por la estación:
- Línea Lille - Rouen.
- Línea Lille - Amiens.
- Línea Lille - Arras.
- Línea Lille - Douai.
- Línea Lille - Valenciennes.
- Línea Achiet - Arras.
- Línea Cambrai / Busigny / Saint-Quentin - Douai / Lens.